# 付加体

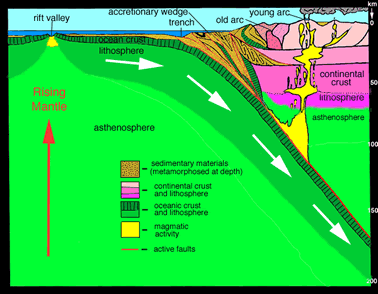
付加体形成の模式図。海洋プレート（濃緑色）と大陸プレート（ピンク色）に挟まれた 楔形の部分が付加体。海洋プレートは左側の海嶺で作られ、移動しながら表面に様々な岩石を堆積させて、海溝 (trench) で大陸プレートの下に沈み込んでゆく。海洋プレート上部の堆積物の一部はプレートから剥ぎ取られ大陸側に付加する。また海洋プレートと一緒に大陸下に潜り込んだ堆積物は、大陸プレートとの摩擦で海洋プレートから分離し、大陸プレートの下に底付けされる。

付加体（ふかたい、英: accretionary prismまたはaccretionary wedge）とは、右図に示すように海洋プレートが海溝で大陸プレートの下に沈み込む際に、海洋プレートの上の堆積物がはぎ取られ、陸側に付加したもの。現在のところ「日本列島の多くの部分はこの付加体からなる」という見方がされている。

## 概要
付加体という概念は、日本では1976年に九州大学の勘米良亀齢が南九州の四万十層を調査して、その構造を付加体と名付けた。欧米でもほとんど同時期にオックスフォード大学の W. Stuart McKerrow らがスコットランド地方の複雑な地質を調査して1977年に付加体構造に関する論文を発表した。この概念によって日本列島を形成する海洋起源の堆積岩や変成岩について、系統的な説明ができるようになった。
プレートテクトニクスでは、海洋プレートは上部マントルの上昇部である海嶺で作られ、海洋底として徐々に海嶺からはなれて行き、最後には海溝で沈み込んでゆくと説明されている。この間、玄武岩質の海洋プレートの上に様々な岩石が堆積してゆく。まず海嶺近辺の所々で地下からの熱水の湧き出しによる『金属鉱床』が形成される。大洋では放散虫の死骸を含んだ珪酸塩質のチャートや、他の生物の死骸を含んだ炭酸カルシウム質の石灰岩が徐々に堆積してゆく。海底火山の玄武岩や、その周辺に発達したサンゴ礁からできた石灰岩も、海洋プレートの上に乗ったまま運ばれる。海溝に近づくと大陸から運ばれた土砂や岩石によって、砂岩や礫岩も堆積する。海洋プレートが大陸プレートの下に沈み込む際に、これらの堆積物が海洋プレートから剥ぎ取られて大陸プレートに付加したものを付加体と呼ぶ。海洋底表層のチャート類や大きなサンゴ礁などは、海溝で海洋プレートから別れて陸側に付加する。海溝では次々に新しい付加体が到着するため、新しい付加体は古い付加体の下のもぐりこみながら大陸側へ押上げる。この結果、付加体内部は並行する多くの逆断層を有し、逆断層を挟んで新しい堆積物が古い堆積物の下に潜り込んでいるため、地層累重の法則に反する構造を取る（ただし並行する2本の断層間にある岩体内においては、下部が古く上部が新しい）。また海洋プレートと共に地下に沈んだ堆積物の一部は、大陸プレートとの摩擦で海洋プレートから離れ、大陸プレートの下に「底付け」される。この場合、堆積岩は比較的低い温度と高い圧力を受け、特徴的な変成岩となる。日本列島に幅広く分布する三波川変成帯に代表される「広域変成帯」はこのようにして形成された。これらの変性帯も広い意味での付加体と考えることができる（外部リンク参照）。日本近海では現在も南海トラフにおいて付加体が形成されているが、現在の海溝沈み込み帯における付加体形成範囲は海溝全体の約30%の範囲でしかなく、大半の海溝では付加体を形成せずにプレートが沈み込んでいる。
海洋プレートがさらに深部まで沈み込んで周辺温度が1000℃付近まで上昇すると、海洋プレートから搾り出された水分が周辺のマントルの融点を下げてマグマを形成する（上記図の右の黄色い部分に相当）。形成されたマグマは上昇して地殻に達し、さらに地殻中の古い付加体を溶かしながら上昇してゆく。これらのマグマは火山フロントとして地表で噴火すると同時に、噴火に至らないまま地下にも多数の花崗岩の岩体をつくる。中部地方、近畿地方（六甲山など）、中国山地に広く分布する中生代の花崗岩がその代表例である。
日本列島以外でも、地球上で最も古い岩石であるグリーンランドのイスア地方の38億年前の地層が付加体の特徴を有していることが確認された。また安定大陸であるカナダ楯状地においても25億年前に形成された海洋起源の地層中に付加体の特徴である新旧地層の上下逆転現象が確認されている。その他の大陸でも下記西オーストラリアや南アフリカ、さらにニュージーランド、スコットランド南部、カリフォルニア、イタリア北部など各地で付加体構造が見つかっている。

## 日本列島における付加体の状況
日本列島の周辺では、約3億年前から断続的に海洋プレートが沈み込んでおり、各年代において特徴的な地質構造を有し、日本列島の骨格を形成している。海洋プレートの沈み込みは現在でも継続しており、東海地震や南海地震の震源とされる南海トラフにおいて、フィリピン海プレートが日本列島の下に沈み込んでおり、四国沖では新たな付加体が形成され続けている。海溝から遠い大陸側（日本海側）のほうが古い地層である。なお下記に示す年代は「付加体として大陸に固定された年代」であって、実際に海底で噴火したり堆積して岩石が形成された年代はさらに古い。

### 古生代石炭紀から中生代三畳紀
分布は北九州、中国地方、上越地区。石灰岩でできた巨大な鍾乳洞秋芳洞がある秋吉台は、約2億5千万年前のペルム紀に付加体となった。当時アジア大陸に沈み込んでいた海洋プレートは、ジュラ紀末に消滅した（プレートが全て地下に沈んでしまった）ものでイザナギプレートと呼ばれている。

### 中生代ジュラ紀

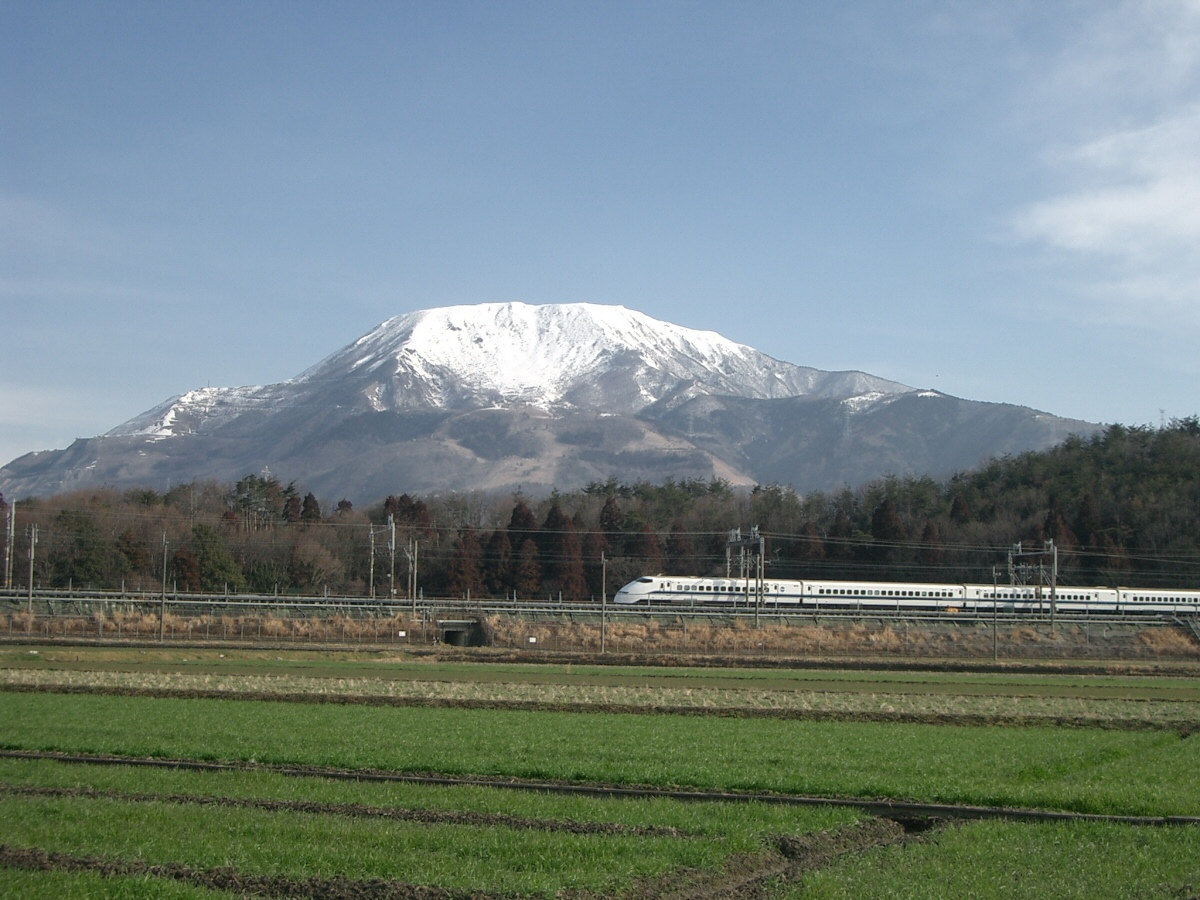
伊吹山は古代の海山頂上にあったサンゴ礁の名残

この時代の付加体は九州中部、四国北部と中部、南部を除く近畿地方、中部地方と関東地方の大部分に分布。全部をまとめて「ジュラ紀付加体」と総称されることがある。岐阜県と滋賀県の県境にそびえる伊吹山や、海洋生物の化石がたくさん産出する大垣市の金生山は、海山の上に成長したサンゴ礁の頂部の名残と考えられている。中央構造線は広義のジュラ紀付加体の中にある。中央構造線周辺には広域変成作用を受けた領家変成帯や三波川変成帯が存在するが、いずれも大陸底に底付けされた付加体が地下深部で変成作用を受けたあと、その後の地殻変動で地表に現れたものと考えられている。
ジュラ紀付加体でのトピックは、地球史上最大の大量絶滅であるP-T境界を記録したパンサラサ海の地層が1990年代に岐阜県の鵜沼にあるチャート層で発見されたこと。大量絶滅の前後を含む当時の海洋の継続的なデータが得られた。また愛媛県の別子銅山は、海底に析出した熱水鉱床がジュラ紀に海溝に沈んで大陸に底付けされた後、白亜紀に変成作用を受けて形成された鉱山と推定されている。

### 中生代白亜紀から新生代古第三紀
この時代につくられた付加体は、九州南部、四国南部、紀伊半島南部、中部地方の南部の一部に分布。代表的なものに堆積岩の地層である四万十帯がある。この頃は太平洋プレートが直接日本列島の下に沈み込んでいたとされる。

### 新生代新第三紀以後
前代（古第三紀）に生まれたフィリピン海プレートが、南海トラフに沈み始めた。これは現在も継続しており、四国沖には今も付加体が形成され続けている。

## 付加体から得られる情報

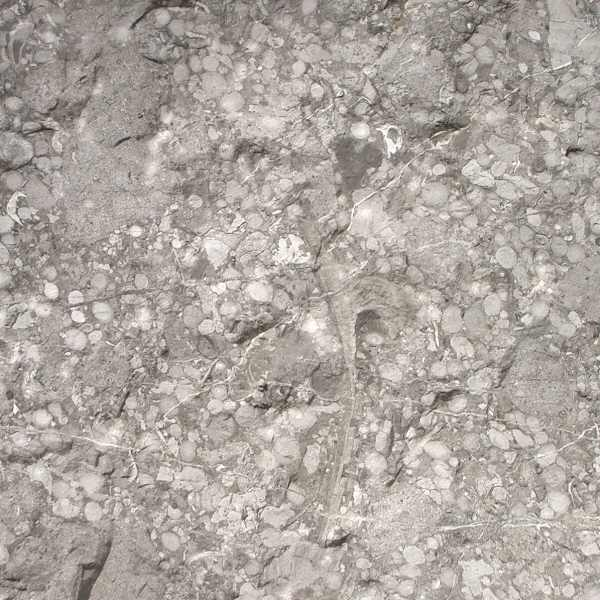
フズリナを含んだ石灰岩（大垣城の石垣）

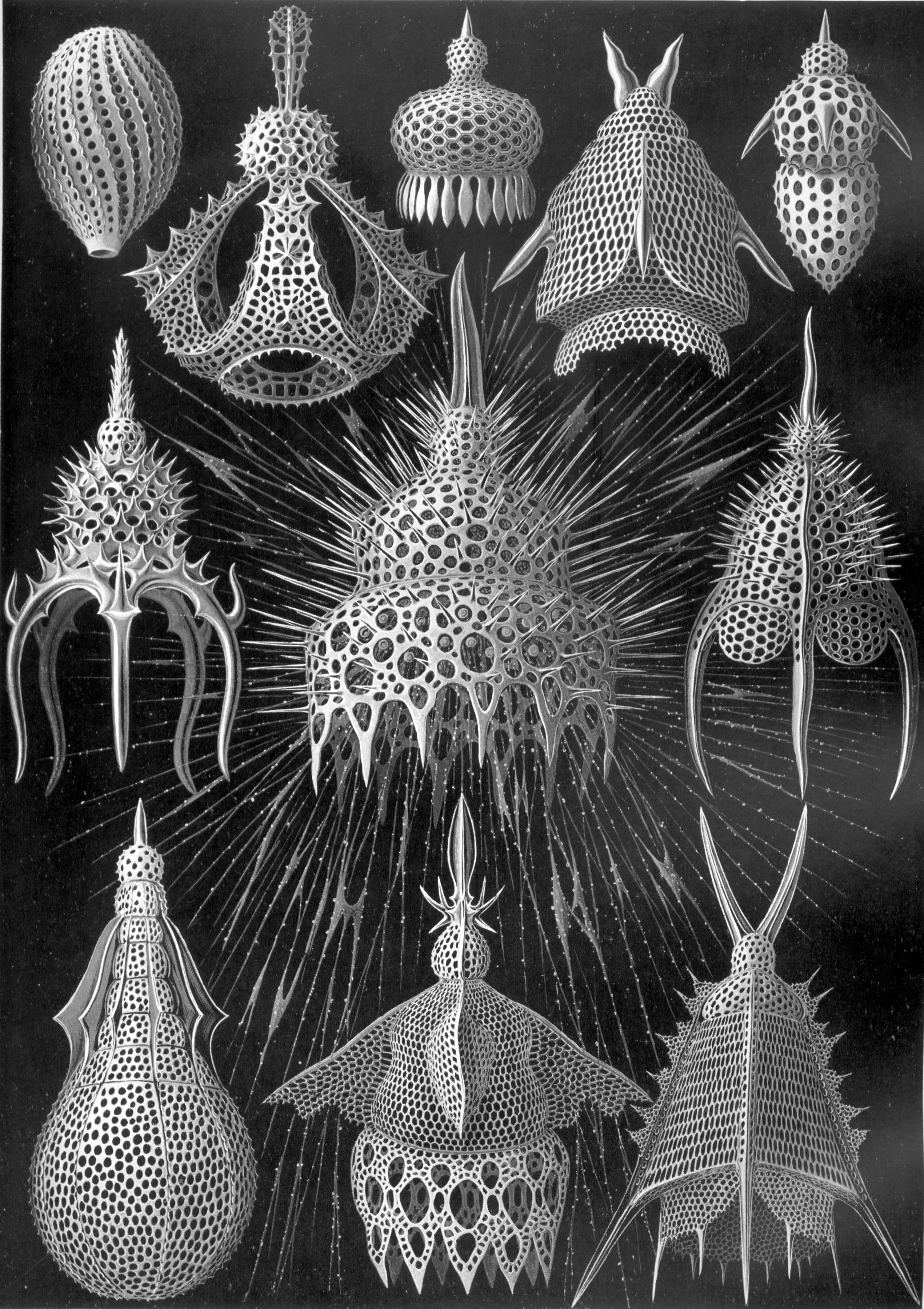
現生の放散虫の骨格

現在の海洋地殻の年齢は最も古いものでも2億年程度で、それ以前に形成されたものはプレート運動によってマントルに沈み込んでしまっている。付加体は2億年より古い海山やサンゴ礁や大洋底の状況を記録した貴重な情報源である。サンゴ礁からできた石灰岩からは古代の生物の化石がたくさん見つかっている。
サンゴ礁等を除く一般的な付加体の元となった岩石は、海底や海山を構成していた玄武岩や大洋の深海底に堆積したチャートなどの岩石が多い。これらは 上記のように地層累重による新旧関係判断が不可能でしかも複雑に褶曲した乱雑な構造となっている場合が多い上、堆積した年代を判定する手がかりとなる大型生物の化石が見つかることはほとんどないため、従来は年代測定が非常に困難であった。

### 年代分析法の進歩
しかし1990年代になって、チャートをフッ化水素酸で処理して得られる放散虫の微化石の分析から、詳細な年代分析が可能になった。放散虫は進化が早く形態変化が明瞭なため、堆積年代推定の強力な手段となる。また近年 二次イオン質量分析法（SIMS)によって玄武岩などの岩石に含まれる鉱物ジルコンを使ったウラン鉛年代測定法が発達し、火成岩の生成年齢が非常に正確に測定できるようになった。これらのデータの積み重ねの結果、各個別の付加体について生成した年代が非常に正確に判定できるようになった。

### 最古の原核生物様化石
西オーストラリアのピルバラ地域のチャート層から、最古の原核生物様化石が発見されている。この一帯はグリーンストーンベルトと呼ばれる25億年以上前に形成された地質で、変性度の低い玄武岩や堆積岩が帯状に配列しているが、所々に花崗岩の貫入も認められている。これらのことからこの地域の陸地形成について付加体地質学の考え方を元にした議論がなされている。原核生物様化石の見つかったチャート層は、海底噴火による枕状溶岩の上にケイ酸塩が無機的に堆積したもので、放散虫はまだ発生していないためケイ酸塩は化学的に沈殿したものと考えられる。また溶岩に残っていた熱水変質の分析から噴火が起こったのは深さ1,000m以上の海底であることが判明している。

### 大洋底でのP-T境界の状況
P-T境界は古生代のペルム紀と中生代の三畳紀の境界で、地球史上最大級の大量絶滅と呼ばれている事件。今まで見つかっている化石の記録から海生無脊椎動物の90%以上が絶滅したと推定されている。化石生物の記録は陸地周辺の浅海のデータであるが、陸から遠く離れた大洋におけるP-T境界の証拠が岐阜県鵜沼に露出している付加体のチャート層（放散虫のケイ質殻を大量に含んでいる）で発見された。このチャート層の分析の結果から、P-T境界を挟む約2000万年という長い期間、大洋中の酸素が欠乏していたことが判明したため、「超酸素欠乏事件、スーパーアノキシア（Superanoxia)」と名づけられた。鵜沼では スーパーアノキシア前後に堆積したチャートは、海中に酸素が十分あり放散虫が繁殖していたことを示す「赤色チャート」（赤色の由来は酸化鉄）であるが、スーパーアノキシア期間は酸素の欠乏を示す「灰色チャート」（海水中の鉄分が酸化されない状況）、その中心時期であるP-T境界直後には放散虫の繁殖が認められず有機物も酸化分解されないまま海底に沈殿した「黒色炭質粘土岩」が存在する。即ち大量絶滅事件であるP-T境界において、付加体の分析から 全地球規模で長期間に渡って大幅な酸素の欠乏という非常にカタストロフィックな変化が起こっていたことが判明した。